# Cruz del Eje (departement)
Cruz del Eje is een departement in de Argentijnse provincie Córdoba. Het departement (Spaans: departamento) heeft een oppervlakte van 6.653 km² en telt 52.172 inwoners.

## Plaatsen in departement Cruz del Eje
- Cruz del Eje
- San Marcos Sierras
- Villa de Soto